# Source Code Control System
Source Code Control System (SCCS) est un logiciel de gestion de versions. 
Il a été développé en 1972 par Marc J. Rochkind au Laboratoires Bell pour les System/370 (en) d’IBM puis a été porté sur Unix pour être inclus dans la version standard ainsi que dans les spécifications de ce système d’exploitation. Il existe aujourd'hui d'autres systèmes comme RCS, CVS, Subversion, Mercurial, Git...